# Eagle Claw
Eagle Claw (Ying Jao / Bak Shaolin) är en kung fu-stil, alltså en kinesisk kampsport.
Stilen grundades på 1100-talet av en general vid namn Yue Fei, som inspirerades av rovfågeln sätt att fasthålla och dismobilisera sitt byte. Vid en första anblick påminner stilen om jujutsu, eftersom den innehåller ledlåsningar och nedläggningar. Men Eagle Claw innehåller dessutom dim muc dvs. livsfarliga målpunkter på kroppen. Totalt finns inom Eagle Claw 108 punkter för attack, av dessa är 36 dim muc, medan 72 ger mildare verkningar. Det ingår i studentens utbildning att studera akupunktur och dess punkter som kontrollerar människans funktioner däribland livsfunktionen.
Eagle Claw-utövaren formar sina händer i örnkloliknande grepp som används till att hålla fast motståndaren i ett smärtsamt grepp eller paralysera denne. Teknikerna är mycket farliga, därför väljs studenter ut med stor omsorg, därav är skaran utövare tämligen liten.
De attacker som Eagle Claw-utövaren företar sig, oavsett om det är sparkar eller fingrar som används, riktas över hela kroppen, enligt akupunkturpunkterna sedan akupunkturen blev känd i Kina. Attackerna var dock alltid effektiva, genom att använda till exempel fingerjabbar dvs. små träffytor, så koncentreras en stor mängd energi till liten yta kring den vitala platsen. Effekten blir kraftfull.
Således kan den duktige Eagle Claw-utövaren betraktas som en expert på smärtsamma träffpunkter och obehagliga ledlåsningar, i syfte att tvinga ned motståndaren. Eftersom utövaren är beroende av att hitta punkterna hos en motståndare, är snabbhet en viktig faktor för att lyckas. Snabbheten övas upp genom att studenterna lär sig greppa kastade föremål.
Försvaret kan förenklat och generaliserat delas in i följande faser:
- Örnklohanden fångar motståndarens utdelade slag eller spark och drar motståndarens inom räckhåll för att
- Hålla fast motståndaren i ledlås
- Paralysera eller ”ta bort” motståndaren från situationen. Dock ska med stor tonvikt tilläggas att Eagle Claw aldrig har som målsättning att döda sin fiende, utan vill istället göra denne icke kapabel till fortsatt kamp så länge som det behövs.

Som stilen är uppbyggd är den perfekt för den som inte är så fysiskt vältränad men ändå söker ett effektivt självförsvar, eftersom det inte behövs stor styrka att applicera de smärtsamma trycken och ledlåsningarna.
- Vapen: traditionell sett inga i systemet
- Former: 10 st innehållande 108 tekniker.